# El eterno femenino
El eterno femenino es el primer álbum de estudio de la banda madrileña La Mode. Fue publicado en 1982 a través del sello discográfico Nuevos Medios, tras haberse grabado en los Audiofilm Studios de Madrid entre septiembre y octubre de ese año.
El disco vino precedido del maxisingle Enfermera de noche, participando los tres mismos componentes del grupo, como fueron el vocalista Fernando Marquez El Zurdo, el guitarrista Antonio Zancajo, y el tecladista y programador electrónico Mario Gil.
Fue producido por Yayo Aparicio y su sonido tenía influencias de Roxy Music, grupo que a su vez inspiró la melodía de "Aquella canción de Roxy". 
Respecto al título Eterno Femenino, tenía relación con el principio filosófico que idealiza un concepto inmutable de la mujer, particularmente importante para Goethe, que lo introdujo al final de su obra Fausto.
En cuanto a la futurista portada fue realizada por Montxo Algora, mientras que en la contraportada se incluyó la frase “qué fastidio produce toda esa gente que quiere parecer inteligente” de la diseñadora Coco Chanel.
Como single se publicó en 1983 la canción que daba título al álbum, acompañada de Mi dulce gheisa.

## Lista de canciones
1. "Wild Puppets (We Love You So)"
2. "Cita En Hawaii"
3. "Aquella Canción De Roxy"
4. "El Único Juego En La Ciudad"
5. "Aquella Chica"
6. "La Teoría De La Relatividad"
7. "Las Chicas De La Inter"
8. "Mi Dulce Geisha"
9. "El Eterno Femenino"

## Personal

### Formación
- Fernando Márquez "el Zurdo" - Cantante
- Antonio Zancajo - Guitarra
- Mario Gil - Sintetizador, coros y batería programada